# Cornell Dupree
Cornell Luther Dupree Jr. (Fort Worth, Texas, 19 de diciembre de 1942-8 de mayo de 2011) fue un guitarrista de R&B, soul, funk, blues y jazz. Con más de 2.500 sesiones de grabaciones a sus espaldas, grabó con artistas de distintos géneros, como Lou Rawls, Paul Simon, Barbra Streisand, Harry Belafonte, Lena Horne, Roberta Flack, Joe Cocker, Michael Bolton y Mariah Carey.
Su primer trabajo fue en el grupo de R&B de King Curtis, The King Pins, y como músico de sesión participó en la canción "Rainy Night in Georgia" (1970), de Brook Benton, entre muchas otras grabaciones relevantes. De 1967 a 1976, fue miembro de la banda de Aretha Franklin. Asimismo, fue miembro fundador del grupo Stuff.